# 1645
1645 (MDCXLV) fue un año común comenzado en domingo, según el calendario gregoriano.

## Acontecimientos
- 15 de febrero: en Londres (Imperio británico), el Parlamento crea el Nuevo Ejército Modelo.
- 28 de junio: en el marco de la Guerra Civil Inglesa, los realistas pierden Carlisle.
- 13 de agosto: Suecia y el reino de Dinamarca y Noruega firman el tratado de Brömsebro.
- 30 de noviembre: en la isla filipina de Luzón se registra un destructivo terremoto de 7,5 que deja más de 600 muertos y 3.000 heridos.
- 4 de diciembre: en Roma (península itálica), un tornado (posiblemente un F4) deja un saldo de decenas o cientos de muertos.[1]
- En el norte de Rusia, exploradores rusos llegan hasta el mar de Ojotsk.
- Blaise Pascal inventa la pascalina, una de las primeras calculadoras mecánicas de la historia.
- En los Países Bajos ―en el marco de la Guerra de los Ochenta Años― las tropas de las Provincias Unidas de los Países Bajos bajo el mando del estatúder Federico Enrique de Orange-Nassau comienzan el sitio de Hulst. Tras cuatro semanas de asedio conquistarán la ciudad fortificada en manos de los tercios invasores españoles.
- En Petrogrado (Rusia), Alejo I es nombrado zar de Rusia.
- En el estado de Sonora (México), el misionero jesuita Cristóbal García funda la misión de San Luis Gonzága de Bacadéhuachi (hoy el pueblo de Bacadéhuachi).

## Arte y literatura
- Juan Antonio Vincart: Relación de la campaña del año 1645,[2] relativa a la guerra en Flandes.

## Nacimientos
- 24 de febrero: Johann Ambrosius Bach, músico alemán (f. 1695)
- 10 de agosto: Eusebio Francisco Kino, misionero y explorador italiano (f. 1711)
- 15 de agosto: Carlos de Sigüenza y Góngora, literato, astrónomo y científico novohispano (f. 1700).

## Fallecimientos
- 19 de enero: Pedro de Orrente, pintor español (n. 1580)
- 19 de mayo: Miyamoto Musashi, samurái japonés.
- 22 de julio: Gaspar de Guzmán y Pimentel, Conde-Duque de Olivares, valido de Felipe IV de España, gran mecenas literario y artístico.
- 28 de agosto: Hugo Grocio, jurista, escritor y poeta holandés.
- 8 de septiembre: Francisco de Quevedo, escritor español.
- 16 de septiembre: San Juan Macías, religioso y santo dominico español, radicado en el Perú (n. 1585).